# I-37 (tàu ngầm Nhật)
I-37 là một tàu ngầm tuần dương lớp Type-B (巡潜乙型潜水艦 Junsen Otsu-gata sensuikan) được Hải quân Đế quốc Nhật Bản chế tạo trong giai đoạn Chiến tranh Thế giới thứ hai. Nhập biên chế năm 1943, nó đã thực hiện ba chuyến tuần tra trong Ấn Độ Dương, nơi thủy thủ đoàn phạm tội ác chiến tranh khi giết hại những người sống sót trên các con tàu bị đánh chìm. Sau khi được cải biến thành một tàu chở ngư lôi tự sát kaiten (hồi thiên), I-37 bị các tàu hộ tống khu trục Hoa Kỳ USS Conklin và USS McCoy Reynolds đánh chìm tại Palau vào ngày 19 tháng 11, 1944.

## Thiết kế và chế tạo

### Thiết kế
Tàu ngầm Type B được cải tiến từ phân lớp KD6 của lớp tàu ngầm Kaidai dẫn trước, và được trang bị một thủy phi cơ nhằm tăng cường khả năng trinh sát. Chúng có trọng lượng choán nước 2.631 tấn (2.589 tấn Anh) khi nổi và 3.713 tấn (3.654 tấn Anh) khi lặn, lườn tàu có chiều dài 108,7 m (356 ft 8 in), mạn tàu rộng 9,3 m (30 ft 6 in) và mớn nước sâu 5,1 m (16 ft 9 in). Con tàu có thể lặn sâu đến 100 m (328 ft), và có một thủy thủ đoàn đầy đủ bao gồm 94 sĩ quan và thủy thủ.
Type B1 trang bị hai động cơ diesel Kampon Mk.2 Model 10 công suất 6.200 mã lực phanh (4.623 kW), mỗi chiếc vận hành một trục chân vịt. Khi lặn, mỗi trục được vận hành bởi một động cơ điện công suất 1.000 mã lực (746 kW). Khi di chuyển trên mặt nước nó đạt tốc độ tối đa 23,6 hải lý trên giờ (43,7 km/h; 27,2 mph) và 8 hải lý trên giờ (15 km/h; 9,2 mph) khi lặn dưới nước, tầm xa hoạt động của Type B1 là 14.000 hải lý (26.000 km; 16.000 mi) ở tốc độ 16 hải lý trên giờ (30 km/h; 18 mph), và có thể lặn xa 96 nmi (178 km; 110 mi) ở tốc độ 3 hải lý trên giờ (5,6 km/h; 3,5 mph).
Những chiếc Type B1 có sáu ống phóng ngư lôi 53,3 cm (21,0 in), tất cả được bố trí trước mũi, và mang theo tổng cộng 17 quả ngư lôi Kiểu 95. Vũ khí trên boong tàu bao gồm khẩu hải pháo 14 cm (5,5 in), và hai pháo phòng không 25 mm Type 96. Hầm chứa máy bay được tích hợp vào tháp chỉ huy và hướng ra phía trước. Máy phóng máy bay được bố trí hướng ra phía trước, trong khi khẩu hải pháo trên boong đặt phía sau. Cách sắp xếp này giúp chiếc thủy phi cơ Yokosuka E14Y tận dụng tốc độ hướng ra trước của con tàu khi được phóng lên.

### Chế tạo
I-37 được đặt lườn như là chiếc Tàu ngầm số 150 tại Xưởng vũ khí Hải quân Kure ở Kure, Hiroshima vào ngày 7 tháng 12, 1940. Nó được đổi tên thành I-49 đồng thời được hạ thủy vào ngày 22 tháng 10, 1941, rồi đổi tên thành I-37 vào ngày 1 tháng 11, 1941. Con tàu hoàn tất và nhập biên chế vào ngày 10 tháng 3, 1943, dưới quyền chỉ huy của Trung tá Hải quân Otani Kiyonori.

## Lịch sử hoạt động

### 1943
Ngay khi nhập biên chế, I-37 được phối thuộc cùng Quân khu Hải quân Kure, và được phân về Hải đội Tàu ngầm Kure. Nó di chuyển qua Iyo Nada vào ngày 13 tháng 3 để hoạt động chạy thử máy và huấn luyện trong biển nội địa Seto, rồi thực hành ngư lôi cùng các tàu ngầm I-38, Ro-104 và Ro-105 vào ngày 26 tháng 3. Đến ngày 1 tháng 4, nó được điều về Đội tàu ngầm 11, và sang ngày hôm sau đã đi đến Kure để sửa chữa kính tiềm vọng và ăn-ten vô tuyến sóng ngắn. Sau khi hoàn tất vào tháng 5, nó tham gia thử nghiệm thùng chứa hàng Unkato trong biển nội địa Seto, một thùng chứa ngầm dài 135 ft (41 m) có thể chứa 377 tấn hàng tiếp liệu, được thiết kế để vận chuyển hàng hóa một chiều. Cùng trong tháng 5, I-37 cũng được trang bị radar Type 22.
Hoàn tất việc trang bị và huấn luyện, I-37 được điều động sang Đội tàu ngầm 14 thuộc Hải đội Tàu ngầm 8, một đơn vị trực thuộc Đệ Lục hạm đội trong thành phần Hạm đội Liên hợp, vào ngày 23 tháng 5. Nó khởi hành từ Kure vào ngày 25 tháng 5 để đi sang căn cứ hoạt động tại Penang ở Malaya thuộc Anh bị Nhật Bản chiếm đóng, đến nơi vào ngày 4 tháng 6.

#### Chuyến tuần tra thứ nhất
I-37 xuất phát từ Penang vào ngày 8 tháng 6 cho chuyến tuần tra đầu tiên trong chiến tranh, hoạt động trong Ấn Độ Dương tại khu vực giữa quần đảo Chagos và vịnh  Ba Tư. Nó có chiến công đầu tiên vào ngày 16 tháng 6, phóng ngư lôi tấn công tàu chở dầu Anh MV San Ernesto 8.078 GRT đang trong hành trình từ Sydney, Australia đến Abadan, Iran. Sau khi thủy thủ đoàn San Ernesto bỏ tàu ở vị trí về phía Đông Nam quần đảo Chagos, tại tọa độ 09°18′N 080°20′Đ / 9,3°N 80,333°Đ, I-37 tiếp tục nả hải pháo vào mục tiêu rồi rời khỏi khu vực trong khi San Ernesto tiếp tục nổi. Hai thủy thủ cùng hai pháo thủ của San Ernesto đã thiệt mạng trong cuộc tấn công; 37 người khác bao gồm hạm trưởng đã sống sót và được cứu vớt. San Ernesto tiếp tục trôi nổi 2.000 nmi (3.700 km) trong Ấn Độ Dương trước khi mắc cạn tại đảo Nias ngoài khơi Sumatra, tại tọa độ 01°15′B 097°15′Đ / 1,25°B 97,25°Đ.
Đến ngày 19 tháng 6, I-37 tiếp tục phóng ngư lôi tấn công tàu Liberty Hoa Kỳ SS Henry Knox 7.176 GRT, vốn đang trong hành trình từ Fremantle, Australia đến Bandar Shahpur, Iran, vận chuyển 8.200 tấn hàng hóa quân sự là máy bay tiêm kích, xe tăng và chất nổ cho Liên Xô theo Chương trình Cho thuê-Cho mượn, tại tọa độ 01°00′B 071°15′Đ / 1°B 71,25°Đ. Một quả ngư lôi đã đánh trúng mạn trải Henry Knox, kích nổ hàng hóa chất nổ trong khoang số 3 khiến con tàu chết đứng giữa biển và bốc cháy. Thủy thủ đoàn bỏ tàu lúc 19 giờ 07 phút, và Henry Knox đắm lúc khoảng 22 giờ 00, 25 thủy thủ và pháo thủ đã thiệt mạng trong vụ nổ và đắm tàu. I-37 sau đó trồi lên mặt nước thẩm vấn những người sống sót, tước đoạt một số vật dụng thiết yếu khỏi xuồng cứu sinh trước khi bỏ đi.  Trước khi những người sống sót vào đến bờ biển Maldives vào ngày 30 tháng 6, có thêm 13 thủy thủ cùng 13 pháo thủ thiệt mạng.
Vào ngày 1 tháng 7, I-37 cùng phần còn lại của Hải đội Tàu ngầm 8, bao gồm các chiếc I-8, I-10, I-27 và I-29, được điều sang Lực lượng Tiền phương. Đến ngày9 tháng 7, nó tiến hành trinh sát dọc bờ biển vịnh Ba Tư, rồi quay trở về căn cứ Penang vảo ngày 17 tháng 8. Nó xuất phát từ Penang năm ngày sau đó, đi sang Singapore để sửa chữa, rồi khởi hành từ đây vào ngày 5 tháng 9 để quay trở lại Penang. Đến ngày 12 tháng 9, chiếc tàu ngầm được điều về Hạm đội Khu vực Tây Nam.

#### Chuyến tuần tra thứ hai
I-37 xuất phát từ Penang vào giữa tháng 9, mang theo một thủy phi cơ Yokosuka E14Y1 cho chuyến tuần tra thứ hai trong Ấn Độ Dương; tuy nhiên một thủy thủ mắc bệnh viêm ruột thừa buộc chiếc tàu ngầm phải quay về căn cứ để chăm sóc y tế cho bệnh nhân. Chiếc tàu ngầm lại khởi hành vào ngày 20 tháng 9, hướng sang khu vực tuần tra được chỉ định tại eo biển Mozambique và Mombasa, Đông Phi thuộc Anh (nay là Kenya). Đến ngày 11 tháng 10, chiếc thủy phi cơ của I-37 đã thực hiện chuyến bay trinh sát bên trên Diego Suarez, Madagascar, phát hiện cảng này được phòng thủ chặt chẽ.
Ở phía Tây Bắc Madagascar vào ngày 23 tháng 10, I-37 đã phóng ngư lôi đánh chìm tàu buôn Hy Lạp SS Faneromeni 3.404 GRT. Sau đó vào các ngày 4 và 5 tháng 11, nó lần lượt phóng ngư lôi tấn công hai tàu buôn Đồng Minh trong eo biển Mozambique về phía Đông Nam đảo Pemba nhưng đều trượt khỏi mục tiêu; nhiều khả năng cả hai mục tiêu bị I-37 tấn công chỉ là một chiếc tàu buôn Na Uy SS Hallbyørg 2.850 GRT. Đến ngày 17 tháng 11, chiếc E14Y1 của I-37 lại thực hiện chuyến bay trinh sát bên trên Kilindini Harbour tại Mombasa.
Lúc 12 giờ 40 phút ngày 27 tháng 11, I-37 phóng ngư lôi đánh chìm tàu chở dầu Na Uy MV Scotia 9.972 GRT, vốn tách khỏi Đoàn tàu PB 64 để di chuyển độc lập từ Bahrain đến Melbourne, Australia, vận chuyển hàng hóa dầu diesel. Một quả ngư lôi đánh trúng mạn phải của Scotia khiến nó chết đứng giữa biển và nghiêng 15 độ; hầu hết thủy thủ đoàn đã bỏ tàu trong khi sĩ quan phòng máy và điện báo viên cố nán lại trên tàu để gửi tín hiệu cầu cứu. I-37 phóng thêm một quả ngư lôi nhắm vào Scotia, đánh trúng phòng động cơ bên mạn phải lúc khoảng 12 giờ 55 phút, khiến chiếc tàu chở dầu vỡ làm đôi. Phần đuôi chìm ngay lập tức tại tọa độ 03°00′N 069°08′Đ / 3°N 69,133°Đ; phần mũi tiếp tục nổi và bị chiếc tàu ngầm trồi lên mặt nước đánh chìm bằng hỏa lực hải pháo. I-37 bắt giữ hạm trưởng của Scotia như tù binh chiến tranh, và một thủy thủ sống sót khai báo xuồng cứu sinh của họ bị I-37 xả súng máy tấn công, giết hại chín người, những người khác được một tàu tuần tra cứu vớt ba ngày sau đó.
I-37 kết thúc chuyến tuần tra và quay trở về Penang vào ngày 5 tháng 12. Nó rời Penang vào ngày 12 tháng 12 để đi sang Singapore, đến nơi vào ngày hôm sau, và được đưa vào ụ tàu tại căn cứ hải quân Seletar, Singapore để đại tu vào ngày 15 tháng 12. Cùng ngày hôm đó Đội tàu ngầm 14 được giải thể, và I-37 được phối thuộc trực tiếp cùng Đệ Bát hạm đội; và sau khi nó rời xưởng tàu vào ngày 18 tháng 12, Trung tá Hải quân Hajime Nakagawa nhận chức hạm trường I-37 vào ngày 27 tháng 12. Chiếc tàu ngầm rời Singapore vào ngày 12 tháng 1, 1944 để quay trở lại căn cứ Penang, đến nơi vào ngày 15 tháng 1.

### 1944

#### Chuyến tuần tra thứ ba
Sau khi nhận một thủy phi cơ Yokosuka E14Y1 lên tàu, I-37 khởi hành từ Penang vào ngày 10 tháng 2 cho chuyến tuần tra thứ ba trong Ấn Độ Dương, hoạt động tại khu vực Madagascar. Giữa Ấn Độ Dương lúc 00 giờ 30 phút ngày 14 tháng 2, nó phát hiện một tàu buôn Đồng Minh ở vị trí phía Nam Ceylon nên đã truy đuổi trong hơn một ngày đêm; tuy nhiên mục tiêu di chuyển với tốc độ ít nhất 16 kn (30 km/h) nên I-37 không thể bắt kịp, và từ bỏ việc truy đuổi lúc 01 giờ 00 ngày 15 tháng 2.
Đến ngày 22 tháng 2, trong Ấn Độ Dương về phía Nam đảo Addu thuộc quần đảo Maldives, I-37 phóng hai quả ngư lôi tấn công tàu chở dầu vũ trang Anh SS British Chivalry 7.118 GRT, vốn đang trong hành trình từ Melbourne đến Abadan, Iran. British Chivalry phát hiện kính tiềm vọng của I-37 cùng ngư lôi đang tiếp cận, nên đã bẻ lái đổi hướng và né tránh được một quả, nhưng quả kia đánh trúng mạn phải tàu, làm hỏng động cơ, phá hủy hai xuồng cứu sinh, và khiến sáu thủy thủ thiệt mạng. Trong khi 53 người sống sót bỏ tàu trên hai xuồng cứu sinh còn lại, I-37 trồi lên mặt nước cách chiếc tàu chở dầu 1 nmi (1.900 m) và tiếp tục tấn công bằng hải pháo 14-cm. I-37 sau đó phóng thêm một quả ngư lôi, đánh trúng British Chivalry ngay giữa tàu khiến mục tiêu đắm tại tọa độ 00°50′N 068°00′Đ / 0,833°N 68°Đ. Sau đó I-37 bắt giữ hạm trưởng của British Chivalry như tù binh chiến tranh rồi dùng vũ khí nhẹ bắn phá hai chiếc xuồng cứu sinh, giết hại 13 người và làm bị thương năm người khác trước khi bỏ đi. Những người sống sót, bao gồm 29 thủy thủ và chín pháo thủ, đã được tàu buôn Anh SS Delane cứu vớt tại tọa độ 04°55′N 065°32′Đ / 4,917°N 65,533°Đ sau 37 ngày lênh đênh trên biển.
Đến ngày 26 tháng 2, trong biển Ả Rập ở vị trí 200 nmi (370 km) về phía Tây Diego Garcia, I-37 phát hiện tàu buôn vũ trang Anh MV Sutlej 5.189 GRT, vốn khởi hành từ Aden vào ngày 15 tháng 2 trong một đoàn tàu vận tải, rồi tách ra vào ngày 20 tháng 2 để di chuyển độc lập đến Fremantle, Australia. Lúc sau hoàng hôn, I-37 phóng hai quả ngư lôi tấn công Sutlej từ khoảng cách 2.190 yd (2.000 m). Thủy thủ đoàn của Sutlej phát hiện các ngư lôi đang tiếp cận, nên đã bẻ lái đổi hướng, nhưng vẫn bị một quả đánh trúng và đắm trong vòng bốn phút tại tọa độ 08°N 070°Đ / 8°N 70°Đ. Những người sống sót bỏ tàu trên một xuồng và nhiều bè cứu sinh, nhưng nhiều người đeo áo phao bị trôi nổi trên mặt nước. Sau đó I-37 trồi lên mặt nước thẩm vấn những người sống sót và tìm cách bắt giữ hạm trưởng chiếc tàu buôn. Sau khi biết hạm trưởng của Sutlej đã chìm cùng với tàu của mình, Trung tá Nakagawa ra lệnh cho thủy thủ của I-37 dùng hỏa lực súng máy bắn giết những người sống sót trên xuồng cứu sinh hay trên biển trong suốt một giờ trước khi bỏ đi. Tổng cộng có 41 thủy thủ cùng chín pháo thủ thiệt mạng ngay khi tàu đắm, trong vụ thảm sát tiếp theo hay khi trôi nổi trên biển; nên cuối cùng chỉ còn lại 21 thủy thủ cùng hai pháo thủ sống sót, trước khi được hai tàu Anh cứu vớt sau 42 đến 46 ngày lênh đênh trên biển.
Đến ngày 29 tháng 2, đang khi đi ngầm trong Ấn Độ Dương ở vị trí 800 nmi (1.500 km) về phía Tây Bắc Diego Suarez. Madagascar, I-37 phóng hai quả ngư lôi tấn công tàu chở hàng vũ trang Anh SS Ascot7.005 GRT, vốn đang vận chuyển 9.000 tấn hàng hóa từ Colombo, Ceylon đến Diego Suarez, Madagascar, và sau đó đến Fremantle. Một quả ngư lôi đã đánh trúng phần trước phòng động cơ của Ascot bên mạn phải, phá hủy hai xuồng cứu sinh, làm hỏng ăn-ten vô tuyến, khiến bốn thủy thủ thiệt mạng và con tàu chết đứng tại tọa độ 05°N 063°Đ / 5°N 63°Đ; 52 người sống sót còn lại bỏ tàu trên trên hai xuồng còn lại và một bè cứu sinh. I-37 trồi lên mặt nước cách con tàu 2.000 yd (1.800 m) về phía đuôi bên mạn phải, đi vòng quanh mục tiêu và nả hải pháo trong khoảng 15 phút, nhưng không phát nào trúng đích. I-37 lặp lại hành động thảm sát những thủy thủ còn sống sót bằng hỏa lực súng máy, đánh chìm mọi xuồng cứu sinh và dùng hải pháo đánh chìm Ascot trước khi bỏ đi. Cuối cùng chỉ còn lại bốn thủy thủ và ba pháo thủ sống sót quay trở lại một bè cứu sinh, và được một tàu buôn Hà Lan cứu vớt vào ngày 3 tháng 3.
Vào ngày 3 tháng 3, I-37 phóng chiếc thủy phi cơ của nó để tiến hành trinh sát vũ trang bên trên quần đảo Chagos, mang theo hai quả bom 60 kg (130 lb). Đội bay không tìm thấy tàu bè nào, nên phóng bỏ hai quả bom trước khi quay trở lại tàu. Sau đó chiếc tàu ngầm hướng sang Diego Suarez, và trên đường đi lúc 23 giờ 00 ngày 9 tháng 3, nó chặn một thuyền buồm Ấn Độ đang trong lộ trình từ Colombo, Ceylon đến Cape Town, Nam Phi; chiếc thuyền buồm chở khoảng 100 phụ nữ và trẻ em được phóng thích ngay sau đó. I-37 đang ở cách 150 nmi (280 km) về phía Đông Bắc Diego Suarez lúc 17 giờ 00 ngày 14 tháng 3, khi nó nghe thấy tiếng chân vịt một tàu khu trục, nhưng Trung tá Nakagawa quyết định bỏ qua mục tiêu để có thể hoàn thành nhiệm vụ trinh sát Diego Suarez, dự định vào ngày hôm sau. Chiếc thủy phi cơ bay trinh sát bên trên Diego Suarez sau hoàng hôn ngày 15 tháng 3, phát hiện một tàu sân bay, hai tàu tuần dương hạng nặng và ba tàu khu trục trong cảng.
I-37 sau đó lên đường đi Mombasa để tiến hành một đợt trinh sát khác; trên đường đi vào các ngày 18 tháng 3, 22 tháng 3 và 1 tháng 4, nó phát hiện tàu buôn Đồng Minh nhưng đã không tấn công. Nó đi đến vị trí xuất phát ngoài khơi Mombasa, cách 50 nmi (93 km) về phía Đông Bắc đảo Pemba lúc xế trưa ngày 5 tháng 4, nhưng hoàn cảnh biển động mạnh đã không cho phép chiếc thủy phi cơ cất cánh; và khi hoàn cảnh thời tiết càng xấu hơn vào ngày hôm sau, hoạt động trinh sát bị trì hoãn. Cho dù thời tiết vẫn không thuận lợi vào ngày 7 tháng 4, chiếc thủy phi cơ vẫn tiến hành trinh sát vào đêm đó, phát hiện hơn 60 tàu buôn có mặt trong cảng Mombasa. Sau khi thu hồi máy bay, I-37 khởi hành quay trở về căn cứ, băng qua cách Ceylon 5 nmi (9,3 km) về phía Nam vào ngày 10 tháng 4, rồi về đến Penang vào ngày 20 tháng 4.
I-37 khởi hành từ Penang lúc 05 giờ 00 ngày 27 tháng 4 để đi sang Singapore, được hộ tống bởi chính chiếc thủy phi cơ của nó. Đến khoảng 08 giờ 00, ở vị trí khoảng 20 nmi (37 km) về phía Nam Penang, một vụ nổ xảy ra cách mũi tàu 110 yd (100 m) bên mạn trái, rõ ràng do một quả thủy lôi bị kích nổ sớm; quả mìn này có thể do một máy bay ném bom B-24 Liberator thuộc Không lực 10 Không lực Lục quân Hoa Kỳ hoặc tàu ngầm HMS Taurus của Hải quân Hoàng gia Anh rải. Chấn động do vụ nổ gây ra một số hư hại cho I-37, hỏng đèn và chập mạch bảng điều khiển điện, cùng hư hại van của hai thùng dằn bên mạn trái; chiếc tàu ngầm thoạt tiên chìm xuống đáy biển, rồi nổi trở lại được và quay trở lại Penang vào ngày hôm sau 28 tháng 4. I-37 lên đường vào ngày 3 tháng 5 để đi Singapore, nơi nó được sửa chữa tại căn cứ hải quân Seletar. Sau khi hoàn tất việc sửa chữa, I-37 phục vụ như một mục tiêu giả lập để huấn luyện chống tàu ngầm cho tàu chiến thuộc Đệ Nhị hạm đội tại nơi neo đậu ngoài khơi đảo Lingga, Sumatra.
Trung tá Nakagawa bàn giao nhiệm vụ chỉ huy I-37 cho Trung tá Kono Masamichi vào ngày 10 tháng 5. Nakagawa được thăng hàm Đại tá Hải quân từ ngày 15 tháng 10, 1944. Sau khi chiến tranh kết thúc, Nakagawa bị đưa ra xét xử tại Tòa án Tội ác chiến tranh Yokohama do những tội ác chiến tranh gây ra khi là hạm trưởng I-37, ông bị kết án bảy năm tù. 

#### Nhiệm vụKaitenthứ nhất
Vào ngày 9 tháng 9, I-37 đi đến Kure để được cải biến thành một tàu ngầm mang ngư lôi cảm tử Kaiten, khi máy phóng và hầm chứa máy bay được tháo dỡ, lấy chỗ lắp đặt các bộ gá để có thể chở được bốn ngư lôi Kaiten trên boong tàu phía sau tháp chỉ huy. Đến ngày 7 tháng 11, Phó đô đốc Miwa Shigeyoshi, tư lệnh Đệ Lục hạm đội, công bố Chiến dịch Kikusui, là kế hoạch tấn công bằng Kaiten vào các nơi neo đậu của Đệ Tam hạm đội Hoa Kỳ tại Ulithi và Palau. Theo đó các tàu ngầm I-36 và I-47 sẽ mang theo ngư lôi Kaiten để tấn công vũng biển Ulithi, còn I-37 được phân công nhiệm vụ tấn công vào Palau. I-37 đã đón lên tàu bốn ngư lôi Kaiten cùng hoa tiêu, rồi cả ba chiếc tàu ngầm rời căn cứ Kaiten Otsujima vào ngày 8 tháng 11 để thực hiện Chiến dịch Kikusui; kế hoạch đề ra cho I-37 là nó sẽ phóng các ngư lôi cảm tử tấn công nơi neo đậu Kossol Roads ở Palau vào chiều tối ngày 19 tháng 11.

#### Bị mất
Lúc 08 giờ 58 phút ngày 19 tháng 11, tàu rải lưới Hoa Kỳ USS Winterberry đang rải lưới chống ngư lôi ngang qua lối ra vào phía Tây của Kossol Roads, khi nó phát hiện I-37 ngoài khơi lối ra vào khu vực neo đậu. Chiếc tàu ngầm lặn xuống nước nhưng trồi lên mặt nước ở góc cao trước khi lặn xuống lần thứ hai. Winterberry báo cáo sự việc, và tàu quét mìn USS YMS-33 tiến hành truy tìm nhưng không tìm thấy chiếc tàu ngầm. Đến 09 giờ 15 phút, các tàu hộ tống khu trục USS Conklin và USS McCoy Reynolds được lệnh truy tìm và tiêu diệt tàu ngầm đối phương, dưới sự trợ giúp của máy bay hải quân xuất phát từ Peleliu gần đó.
Lúc khoảng 15 giờ 04 phút, cả Conklin lẫn McCoy Reynolds đều dò được tín hiệu sonar của tàu ngầm đối phương, và đến 15 giờ 39 phút, McCoy Reynolds bắt đầu đợt tấn công đầu tiên bằng hai loạt súng cối chống ngầm Hedgehog. I-37 lặn xuống đến độ sâu 350 ft (110 m) và cơ động ẩn nấp. McCoy Reynolds bắn thêm hai loạt Hedgehog nữa trước khi mất tín hiệu sonar, buộc I-37 phải lặn sâu đến 400 ft (120 m). Conklin dò được tín hiệu sonar mục tiêu lúc 16 giờ 03 phút, và bắn loạt Hedgehog đầu tiên của nó lúc 16 giờ 15 phút; chỉ 25 giây sau đó, nó nghe thấy một vụ nổ dưới nước. Nó bắn tiếp loạt Hedgehog thứ hai mười phút sau đó, và nghe được một tiếng nổ sau 28 giây. Cho dù bị bắn trúng hai quả đạn cối, I-37 vẫn kiên trì cơ động ẩn nấp và né tránh được loạt Hedgehog thứ ba của Conklin.
Đến 16 giờ 45 phút, McCoy Reynolds thả một loạt 12 quả mìn sâu được cài đặt kích hoạt ở độ sâu 450 ft (140 m). Thủy thủ của McCoy Reynolds trông thấy một bọt khí đường kính 25 ft (7,6 m) trồi lên mặt nước, và sau đó là một vụ nổ lớn. Nó mất tín hiệu sonar mục tiêu cho đến 17 giờ 00, khi dò lại được tín hiệu sonar của mục tiêu, và nghe thấy một vụ nổ dữ dội gây chấn động McCoy Reynolds, tạm thời làm hỏng dàn sonar của nó. Một bọt khí lớn trồi lên mặt nước lúc 17 giờ 01 phút tại tọa độ 08°07′B 134°16′Đ / 8,117°B 134,267°Đ, tiếp theo sau là nhiều vụ nổ nhỏ, và cả hai chiếc tàu hộ tống khu trục đều mất dấu mục tiêu. Mảnh vỡ gỗ lát sàn tàu và dầu diesel bắt đầu trồi lên mặt biển khắp trên một khu vực rộng, nhiều mảnh gỗ và thùng chứa dụng cụ mang ký tự tiếng Nhật, và một vệt dầu loang lan rộng trên nhiều dặm, xác nhận chiếc tàu ngầm đã bị tiêu diệt.
Vào ngày 6 tháng 12, 1944, Hải quân Đế quốc Nhật Bản công bố I-37 có thể đã bị mất với tổn thất toàn bộ 113 thành viên trên tàu tại khu vực Palau. Tên nó được cho rút khỏi đăng bạ hải quân vào ngày 10 tháng 3, 1945.